# Chambre de commerce et d'industrie des Ardennes
La chambre de commerce et d'industrie des Ardennes est la CCI du département des Ardennes. 
Elle fait partie de la chambre de commerce et d'industrie de région Grand-Est.

## Historique
Au cours du XIXe siècle, les Chambres de commerce se développent partout où les besoins de l’économie locale suscitent le regroupement de ses différents acteurs. C'est notamment le cas dans le Nord et l'Est de la France, des régions confrontés au dynamisme de l'économie allemande, et se sentant mises en concurrence. Dans les Ardennes, des établissements consulaires apparaissent vers 1870 à Vouziers, Rethel, Sedan. Puis, en 1894, un établissement consulaire est créé pour les deux villes voisines de Charleville et Mézières, qui n'étaient pas fusionnées à l'époque. Une loi de 1898 formalise le rôle de ces chambres. Les deux établissements consulaires les plus dynamiques au XXe siècle sont ceux de Sedan d'une part, plus spécialisé sur le textile, et de Charleville-Mézières d'autre part, plus spécialisé sur la sidérurgie. Ce sont là les deux principaux pôles d'emploi du département. Mais ces activités textile et métallurgique  sont en pleine évolution, et soumises à une rude concurrence mondiale :: les entreprises de ces secteurs souffrent et dépérissent.  À la fin du XXe siècle, en 1997, une fusion s'opère aboutissant à la création de la chambre de commerce et d'industrie des Ardennes par la fusion des 2 CCI précédentes,. Le siège est à Sedan, et les services sont répartis essentiellement entre les deux autres villes. En 1966, Charleville et Mézières fusionnent pour devenir Charleville-Mézières. Pour simplifier le fonctionnement, l'ensemble de la XXI des Ardennes, siège et services, est positionné dans cette métropole de  Charleville-Mézières, et les bâtiments de l'implantation sedanaise sont mis en vente.

## Missions
À ce titre, elle est un organisme chargé de représenter les intérêts des entreprises commerciales, industrielles et de service du département des Ardennes et de leur apporter certains services. C'est un établissement public qui gère en outre des équipements au profit de ces entreprises.
Comme toutes les CCI, elle est placée sous la tutelle du préfet du département représentant le ministère chargé de l'industrie et le ministère chargé des PME, du Commerce et de l'Artisanat.
Pour tenter de favoriser le commerce local, la CCI des Ardennes a mis en place le dispositif Achat-Ardennes.com visant à promouvoir tous les professionnels du commerce du département. Ce portail est une déclinaison régionale du portail national AchatVille, labellisé « Meilleure pratique européenne » par la Commission Européenne.

### Service aux entreprises
- Centre de formalités des entreprises
- Assistance technique au commerce
- Assistance technique à l'industrie
- Assistance technique aux entreprises de service
- Point A (apprentissage)

### Gestion d'équipements
- Port fluvial de commerce de Givet, Concession des VNF ;
- Aéroport de Charleville-Mézières - Belval, Concession du Conseil général des Ardennes ;
- Parking Public Parc central ;
- Zone industrielle de Donchery "Ardennes Azur" ;
- Zone industrielle de Tournes-Cliron "Ardennes Émeraude".

### Centres de formation
- Institut Supérieur de Comptabilité et d’Économie des Entreprises (ISCEE) donnant accès au DCG, BAC +3 Niveau II.
- École de Gestion et de Commerce (EGC), Bachelor en 3 ans, Niveau II
- IFAG, École de Management, Niveau I, BAC +5[5]
- Negoventis
- Centre d’Études de Langues
- Formation continue des chefs d'entreprise et des salariés

## Pour approfondir